# Muddy Puddles
Muddy Puddles (titulado Charcos de lodo en Hispanoamérica y Charcos de barro en España) es el título del primer capítulo correspondiente a la primera temporada de la serie animada Peppa Pig y el primer episodio en general de la serie. Se transmitió originalmente el 31 de mayo de 2004 en el Reino Unido en Channel 5 y el 3 de abril de 2006 en Hispanoamérica en Boomerang. En este episodio, Peppa salta con George en diversos charcos de lodo. 
El episodio está clasificado como TV-Y (apropiado para todos los públicos y especialmente para el público infantil).

## Trama
En un día lluvioso, Peppa y George están tristes pues no pueden salir a jugar, pero de pronto la lluvia se detiene y sale el sol, lo cual se alegran.
Peppa Pig pregunta a su papá, Papá Cerdito, si puede salir a jugar con George, su hermanito menor. Papá Cerdito acepta, por lo que Peppa con George salen corriendo por la colina hasta encontrar un charco de lodo. Peppa (que le fascinan los charcos de lodo) empieza a saltar encima, pero es interrumpida por Mamá Cerdita, advirtiéndole que debe usar sus botas. Peppa se pone las botas y también le da unas a George. Peppa y George encuentran varios charcos y saltan sobre ellos hasta cansarse.
George halla un charco grande y desea saltar sobre él, pero Peppa decide probarlo por su seguridad. Entonces, ella salta encima del charco y es seguro, pero embarra a George. Él se pone a llorar, pero Peppa lo calma diciéndole que sólo es lodo, lo cual George se anima y salta inmediatamente embarrando a Peppa, quien se ríe y los dos hermanos saltan sin parar hasta quedar sucios.
Ambos van a buscar a Papá Cerdito y él al verlos queda atónito. Les pregunta si vieron televisión o si tomaron una ducha, los hermanos se ríen y finalmente Papá Cerdito adivina; descubre que estuvieron saltando en charcos de lodo, lo cual les dice graciosamente que son unos cerditos sucios e inmediatamente los limpia antes de que venga Mamá y se enoje por el desastre que hicieron. Peppa le pregunta si todos pueden saltar en los charcos y él acepta.
Peppa, George, Papá Cerdito y Mama Cerdita salen a saltar en un charco gigante y saltan sin parar, hasta que Papá Cerdito se resbala y cae. Mamá, al ver a Papá embarrado de lodo, le dice graciosamente que es un cerdito muy sucio, pero Peppa dice que es sólo lodo. Papá Cerdito se ríe y todos ríen cayéndose al charco embarrándose. Todos ríen y ríen en el charco.